# Boris Mordukhovich
Boris S. Mordukhovich (russisch Борис Шолимович Мордухович, Transkription Boris Scholimowitsch Morduchowitsch; * 1948 in Moskau) ist ein russisch-US-amerikanischer Mathematiker.
Boris Mordukhovich wurde 1973 an der Belarussischen Staatlichen Universität bei Rafail Gabassow promoviert (Existence of Optimal Controls and Necessary Optimality Conditions in Dynamical Systems). Er wurde am Institut für Kybernetik der Ukrainischen Akademie der Wissenschaften in Kiew habilitiert, war 1973 bis 1988 am Forschungsinstitut für Wasserressourcen in Minsk und lehrte an der Belarussischen Staatlichen Universität in Minsk. Mordukhovich emigrierte Ende 1988 in die USA, wo er seit 1989 als Professor an der Wayne State University ist und dort Distinguished University Professor wurde.
Er lehrte und forschte auch unter anderem in Vietnam, an der Universität von Messina, Alicante, Peking, Harbin, Saudi-Arabien (King-Fahd-Universität in Dhahran), in Taiwan, am Weierstraß-Institut in Berlin, in Chile, Wien, Toulouse, Kyoto, Sydney und am International Institute for Applied Systems Analysis in Laxenburg.
Er befasst sich mit nichtlinearer und konvexer Optimierung und Kontrolltheorie und ist einer der Begründer der Variational Analysis mit verallgemeinerten Ableitungen und mengenwertigen Funktionen.
Er ist SIAM Fellow, Fellow der American Mathematical Society und mehrfacher Ehrendoktor (Nationale Sun Yat-sen Universität in Taiwan, Universität Messina, Universität Alicante). 2021 wurde er zum auswärtigen Mitglied der Nationalen Akademie der Wissenschaften der Ukraine gewählt. Mordukhovich war Gründungsherausgeber von Set-valued and variational analysis.
Mordukhovich hat die US-Staatsbürgerschaft.

## Schriften
- Maximum principle in the problem of time optimal response with nonsmooth constraints, J. Appl. Math. and Mech., Band 40, 1976, S. 960–969
- Approximation and the maximum principle in nonsmooth optimal control problems, Russ. Math. Surveys 1977
- Metric approximations and necessary optimality conditions for general classes of nonsmooth extremum problems, Russ. Math. Surveys 1980
- Penalty functions and necessary conditions for an extremum in non-smooth and non-convex optimization problems, Russ. Math. Surveys 1981
- Approximation methods in problems of optimization and control, Moskau: Nauka 1988
- Complete characterization of openness, metric regularity, and Lipschitzian properties of multifunctions, Transactions of the AMS, Band 340, 1993, S. 1–35
- Generalized differential calculus for nonsmooth and set-valued mappings, J. of Math. Analysis and Applic., Band 183, 1994, S. 250–288
- mit Y. Shao: Nonsmooth sequential analysis in Asplund spaces, Transactions of the AMS, Band 348, 1996, S. 1235–1280
- Herausgeber mit Hector J. Sussmann: Nonsmooth analysis and geometric methods in deterministic optimal control, Springer 1996
- Variational analysis and generalized differentiation, Band 1, 2, Grundlehren der mathematischen Wissenschaften 330/331, Springer 2006
- mit Nguyen Mau Nam: An Easy Path to Convex Analysis and Applications, Morgan & Claypool Publishers 2013